# Zwart-groene besseneter
De zwart-groene besseneter (Carpornis melanocephala; synoniem: Carpornis melanocephalus) is een zangvogel uit de familie der cotinga's (Cotingidae).

## Verspreiding en leefgebied
Deze vogel is endemisch in Brazilië, waar hij voorkomt van Alagoas en Bahia tot Paraná. De natuurlijke habitats zijn subtropische of tropische vochtige laagland bossen.

## Status
De grootte van de populatie is in 2022 geschat op 2500-10.000 volwassen vogels. Het verspreidingsgebied is klein en versnipperd en er wordt aangenomen dat de aantallen achteruitgaan door habitatverlies. Op de Rode lijst van de IUCN heeft deze soort daarom de status gevoelig.